# Пешехонов, Владимир Павлович
Влади́мир Па́влович Пешехо́нов (род. 3 сентября 1950, деревня Щербаковка, Каслинский район, Челябинская область) — советский легкоатлет, специалист по бегу на длинные дистанции, кроссу и марафону. Выступал на всесоюзном уровне в конце 1970-х — начале 1980-х годов, чемпион СССР, победитель первенств всесоюзного и всероссийского значения, участник чемпионата мира по кроссу в Париже. Мастер спорта СССР. Представлял Южно-Сахалинск и спортивное общество «Спартак». Тренер по лёгкой атлетике.

## Биография
Владимир Пешехонов родился 3 сентября 1950 года в деревне Щербаковка Каслинского района Челябинской области. С августа 1972 года проживал в городе Холмске на Сахалине, куда был направлен по распределению после окончания института — работал учителем физической культуры в местной средней школе № 6.
С 1973 года занимался лёгкой атлетикой в Южно-Сахалинске, проходил подготовку под руководством тренера Эрика Михайловича Комнацкого, выступал за добровольное спортивное общество «Спартак».
В 1976 году одержал победу на чемпионате РСФСР по кроссу Ессентуках.
Впервые заявил о себе на всесоюзном уровне в сезоне 1977 года, когда стал серебряным призёром на чемпионате СССР по кроссу в Кисловодске и на международном марафонском пробеге на приз газеты «Труд».
В 1978 году на чемпионате СССР по кроссу в Тирасполе выиграл серебряную медаль в дисциплине 14 км, уступив на финише только москвичу Юрию Михайлову.
В 1979 году стал серебряным призёром в дисциплине 14 км на чемпионате СССР по кроссу в Ессентуках и одержал победу в дисциплине 12 км на чемпионате СССР по кроссу, прошедшем в рамках финала XVIII Всесоюзного кросса на призы газеты «Правда» в Ереване. Позднее отметился победой в беге на 10 000 метров на соревнованиях в Волгограде, установив свой личный рекорд в данной дисциплине — 28:59.0. Также принимал участие в марафонском забеге в Калининграде, где с результатом 2:19:12 закрыл десятку сильнейших.
В 1980 году в составе советской сборной стартовал на чемпионате мира по кроссу в Париже — занял 125-е место в личном зачёте и вместе с соотечественниками расположился на пятой строке мужского командного зачёта. С личным рекордом 2:17:30 занял 25-е место на чемпионате СССР по марафону в Москве. Также показал 39-й результат на марафоне в Ужгороде (2:19:59).
В 2018 году присвоено звание Почётный гражданин МО «Томаринский городской округ».
Впоследствии в течение многих лет работал тренером по лёгкой атлетике в Областной детско-юношеской спортивной школе летних видов спорта им. Э. М. Комнацкого в Южно-Сахалинске.